# Coo che arrivò da un mare lontano
Coo che arrivò da un mare lontano (ＣＯＯ: 遠い海から来たクー ?, Tōi umi kara kita Coo) è un film d'animazione del 1993 diretto da Tetsuo Imazawa.
Il film, prodotto dalla Toei Animation, è ispirato ad un romanzo di Tamio Kageyama del 1988, vincitore di un Premio Naoki. In Italia il film è stato doppiato nel 2002 e pubblicato in VHS e DVD dalla Yamato Video. La storia ruota intorno all'amicizia fra un ragazzino ed un cucciolo di Plesiosaurus, un rettile marino.
Nella colonna sonora è presente la canzone Children of the world, di Julian Lennon.

## Trama
Yosuke Obata, che vive con il padre Tetsuro, noto oceanografo, a Pago Pago, sulle isole Figi, trova arenato sulla spiaggia un cucciolo di Plesiosauro, che chiamerà Coo. Diverse nazioni hanno intenzione di eseguire esperimenti atomici proprio nei pressi delle isole e hanno intenzione di sottrarre Coo a Yosuke e suo padre, ma Kathy, un'attivista ecologista, arriverà a prodigarsi in loro difesa.